# SEC22A
SEC22A‏ (SEC22 homolog A, vesicle trafficking protein) هوَ بروتين يُشَفر بواسطة جين SEC22A في الإنسان.